# Mario Levrero
Jorge Mario Varlotta Levrero (Montevideo, 23 de enero de 1940-Montevideo, 30 de agosto de 2004), más conocido como Mario Levrero fue un escritor, fotógrafo, librero, guionista y dibujante de cómics, columnista, humorista, creador de crucigramas y juegos de ingenio uruguayo. En sus últimos años de vida dirigió un taller literario.

## Biografía
Mario Levrero vivió la mayor parte de su vida en su ciudad natal, Montevideo, con períodos de residencia más o menos prolongados en otras ciudades uruguayas (Piriápolis, Colonia), o en Buenos Aires, Rosario y Burdeos (Francia).
Se desempeñó como librero en La Guardia Nueva, librería de viejo que montó junto a su amigo y socio Jorge Califra en 1959 en la calle Soriano ubicada en su ciudad natal. El nombre de la librería rinde honor al club de tango homónimo que frecuentaba en su juventud. Durante la década del sesenta mantuvo gran interés por el cine y la fotografía. Rodó algunas películas caseras con Califra y se dedicó a ser fotógrafo amateur, estableciendo un laboratorio en una de las habitaciones de su casa. Colaboró principalmente como humorista entre los años 1969 y 1971 en Misia Dura —suplemento semanal de El Popular, periódico vinculado al Partido Comunista— y, en la década del ochenta, en diferentes revistas de Uruguay y Argentina. También fue editor de una revista de entretenimiento y, en sus últimos años, dirigió un taller literario.

## Estilo
El estilo literario de Levrero muestra influencia de la ciencia ficción y el género policial; también es importante el papel que tienen el humor y la narrativa cómica dentro de sus textos. A pesar de ello, es difícil clasificarlo con uno de los géneros ya mencionados. 

### Los «raros»
El crítico uruguayo Ángel Rama lo incluye dentro del grupo de los "raros", una corriente típicamente uruguaya de autores que no pueden encasillarse dentro de ninguna corriente reconocible, aunque tienden a una especie de surrealismo leve. Felisberto Hernández, Armonía Somers, José Pedro Díaz y el propio Levrero son los nombres principales de esta corriente, aunque este último era bastante más joven que el resto, y sobrevivió a todos. De los autores vivos, más jóvenes que Levrero, se incluirían Marosa di Giorgio o Felipe Polleri, quien es el continuador que más se acerca a la categoría.
Dentro de la tradición uruguaya, Levrero es más asimilable a Felisberto Hernández que al resto de los «raros». En cuanto a los referentes extranjeros presentes en la literatura levreriana, salvo un cierto aire kafkiano que impregna la primera parte de su obra (desde La ciudad), solo podría encontrársele parecidos con la obra de algunos de los surrealistas más atípicos, en particular Leonora Carrington.
Los autores del grupo de «los raros» tienen como característica ser «autocancelantes», es decir, que no han generado una corriente literaria de seguidores de su estilo, y cada uno es una singularidad dentro de su género. Sin embargo, en el caso de Levrero hay un amplio espectro de escritores más o menos jóvenes que se declaran deudores del estilo del maestro, pero en general se trata de alumnos de sus talleres, y son más deudores de su método de enseñanza que de su obra literaria, entre sus alumnos están Pablo Silva Olazábal y José Miguel Búsquets Apólito.

### Singularidad
Incluso dentro del grupo de los «los raros», Levrero es singular en su formación y estilo. Su literatura está fuertemente influenciada por la literatura popular. Durante su adolescencia fue ávido lector de ciencia ficción: Asimov, Richard Matheson, Brian W. Aldiss y Ray Bradbury, así como de novela policíaca: Raymond Chandler, Chester Himes y Erle Stanley Gardner.
En su obra hay una fuerte vocación introspectiva que, viéndola en conjunto, da la idea de cierto tipo de escalada desde lo más narrativo hacia lo más cotidiano. El autor lo explica en una entrevista, diciendo que, inadvertidamente, a lo largo de tres décadas su literatura fue recorriendo el camino que va desde el inconsciente colectivo, reflejado en sus primeras novelas, pasando por el subconsciente hasta aflorar en la conciencia y permitirle describir lo que ocurre fuera de sí mismo.
Ese análisis del conjunto de su obra hace que a pesar de lo muy distinto de sus diversas fases, el conjunto adquiera una coherencia que enriquece los significados de cada libro en general. Otra de las características de la obra levreriana, fruto de su casi maniáticamente preciso uso del idioma, es su engañosa sencillez. Salvo algunos relatos excesivamente experimentales, toda su obra se lee con una fluidez que en ocasiones oculta complejidad de significados que pueden extraerse, ya sea a cada texto por separado o en su conjunto.
En 2016 su libro La novela luminosa fue seleccionado según la prensa española en la sexta posición como una de las mejores novelas de los últimos 25 años en idioma español.

### El taller
Durante más de veinte años impartió talleres de escritura en España[cita requerida] y posteriormente en Uruguay. La primera vez que se dedicó a ello fue en Buenos Aires después de haber trabajado en una editorial como jefe de redacción de revistas. En una entrevista realizada el mismo año en que murió, el escritor habla sobre su experiencia en el taller y explica que hubo una transformación del modo de trabajo que consistió en ir de los juegos a partir de la palabra y de textos ajenos a trabajar con lo que él considera la materia prima de la literatura. En dicha entrevista el escritor habla de su concepción del arte y de la literatura. En ella destaca el trabajo que el escritor debe realizar con su inconsciente para encontrar su estilo personal.

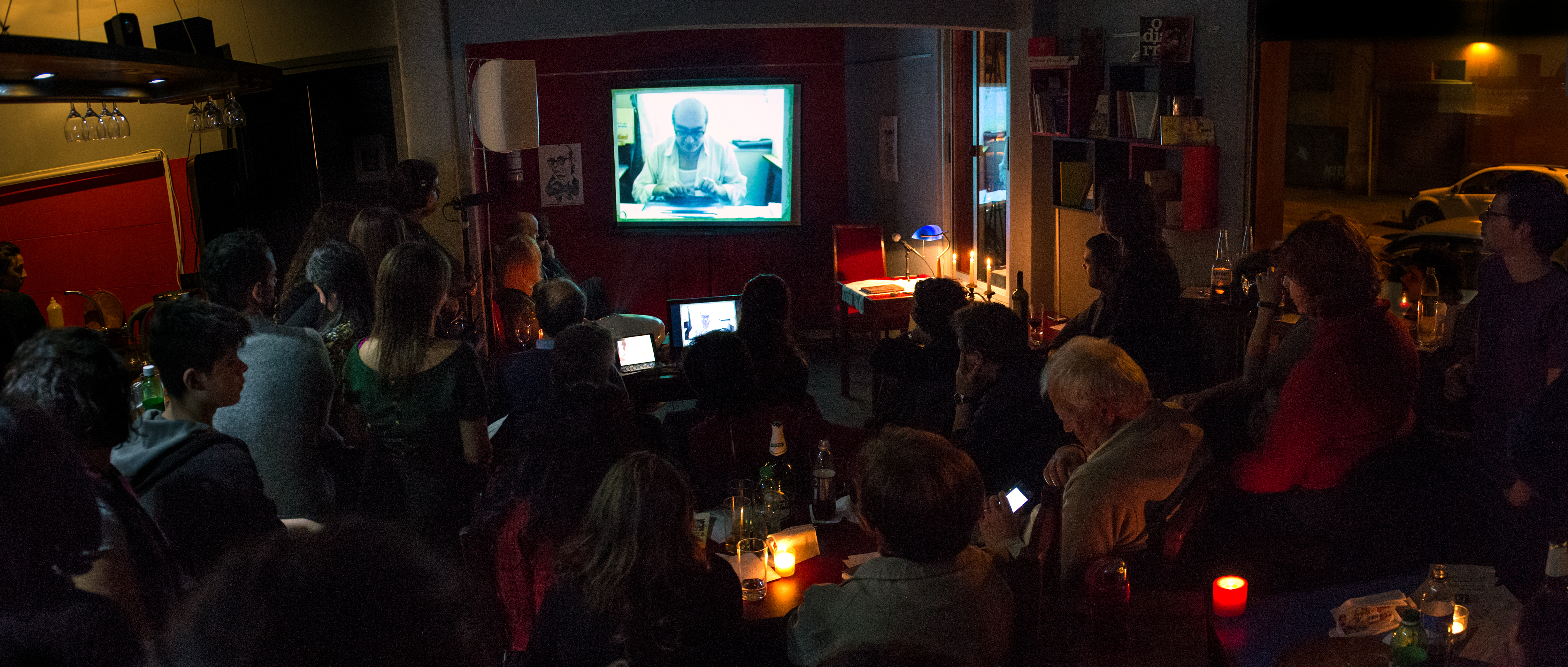
Homenaje a Mario Levrero a los diez años de su muerte, organizado por la escritora Gabriela Onetto en torno a la temática de los sueños o el universo onírico. Realizado en el Café Deshoras, el 30 de agosto de 2014, Montevideo, Uruguay.

## Trayectoria
Levrero comenzó a publicar a fines de la década de los 60 en editoriales de Montevideo y Buenos Aires. Su obra se compone por partes casi iguales de novelas, en general de no mucha extensión, y recopilaciones de cuentos, muy variables en su tamaño. Hay una tercera zona —la de sus últimos libros—, a los que se les denomina novelas por comodidad, pero que son más bien un género propio, a caballo entre el ensayo, el relato y las memorias.
En el panorama de la literatura uruguaya contemporánea, Levrero surge como el último autor de culto del siglo XX. Su fama fue aumentando a partir de los años 80 pero, paradójicamente, siempre manteniendo un perfil muy bajo. Generó un creciente grupo de seguidores tanto en Uruguay como en Argentina pero nunca alcanzó grandes reconocimientos públicos, salvo una beca Guggenheim en el año 2000, que le permitió dedicarse a la redacción de La novela luminosa. Este diario-relato y su antecesor El discurso vacío se consideran sus obras mayores, por su complejidad fabuladora.
Pero otros lectores prefieren, por su elaboración autónoma, sus novelas de la llamada trilogía involuntaria: La ciudad, París y El lugar. Las tres se centran en la urbe, están escritas en primera persona, eso sí como toda su narrativa, y describen una sensación de atrapamiento a modo del sueño (y del cine mudo) propio del sentimiento del «aislado» que evocan casi todos sus relatos. Y, en último término, libros de relatos inclasificables y de intensidad suma son La máquina de pensar en Gladys y Todo el tiempo.

### Mario Levrero en las artes contemporáneas

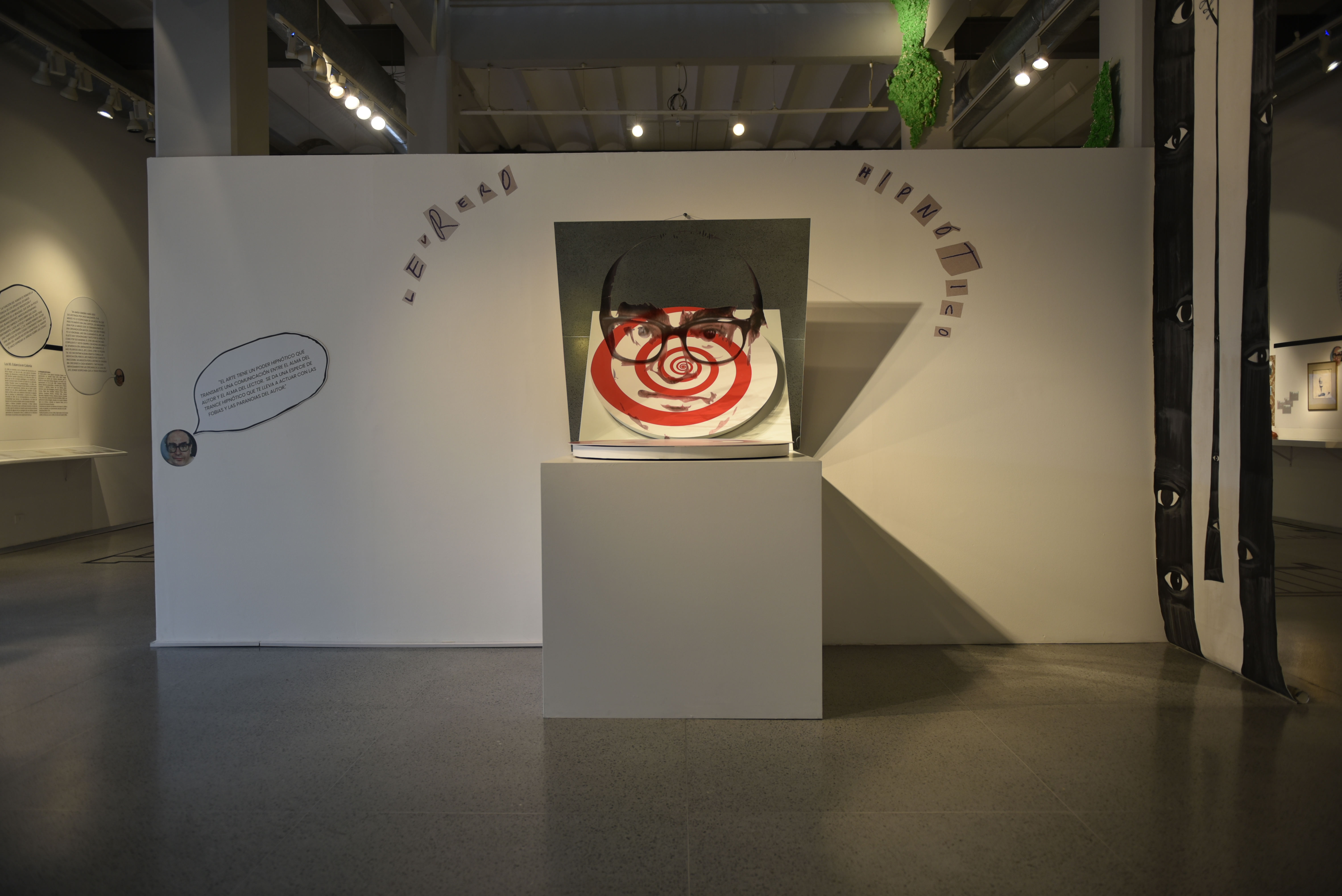
Entrada a la muestra Levrero Hipnótico en el Centro Cultural de España en Montevideo

Entre el 13 de diciembre de 2019 y el 30 de mayo de 2020, el Centro Cultural de España en Montevideo presenta la muestra Levrero hipnótico, con la curadoría del doctor en historia del arte Ricardo Ramón Jarne, director del centro, y el doctor en literatura hispanoamericana Matías Núñez. A partir de la compresión levreriana de la literatura como una forma de hipnosis, la muestra construye un ambiente enrarecido y onírico propio de los escenarios que aparecen en las obras del autor. En este espacio escenográfico, montado sobre el plano en escala 1/1 de su apartamento de la calle Bartolomé Mitre 1376 de Montevideo (donde retomó la escritura de La novela luminosa), se ubican sus ilustraciones, fotografías y películas, los objetos personales que hizo ingresar en sus novelas autoficcionales así como copias facsimilares de los manuscritos de sus obras relevados por el  Servicio de Documentación y Archivo del Instituto de Letras de la Facultad de Humanidades y Ciencias de la Educación de Udelar. El resultado es una exposición multidisciplinar e interactiva que cuenta con la participación de artistas como Alfalfa, Brian Mackern, Diego Bianki, Guillermo Ifrán, Jorge Risso, Leandro Erlich, Lizán, Manuel Espínola Gómez, Marianella Morena, Hermenegildo Sábat, Sonia Pulido, Tola Invernizzi, Valentina López Aldao y Víctor Castro, entre otros.

## Obra

### Novelas
- 1970: La ciudad
- 1980: París
- 1982: El lugar
- 1986-87: Diario de un canalla
- 1987: Fauna / Desplazamientos
- 1989: La Banda del Ciempiés
- 1995: Nick Carter (se divierte mientras el lector es asesinado y yo agonizo)
- 1996: El alma de Gardel
- 1996: El discurso vacío
- 1998: Dejen todo en mis manos
- 2003: Burdeos, 1972
- 2005: La novela luminosa
- 2008: Trilogia involuntaria (reúne La ciudad, Paris y El lugar)

### Cuentos
- 1970: La máquina de pensar en Gladys
- 1982: Todo el tiempo
- 1983: Aguas salobres
- 1986: Los muertos
- 1987: Espacios libres
- 1992: El portero y el otro
- 2001: Ya que estamos
- 2003: Los carros de fuego
- 2019: Cuentos completos

### Cómics
- 1986: Santo Varón / I (ilustraciones de Lizán)
- 1988: Los profesionales (ilustraciones de Lizán)
- 2016: Historietas reunidas de Jorge Varlotta

### Otros
- 1978: Manual de parapsicología
- 1986: Caza de conejos
- 2001: Irrupciones I
- 2001: Irrupciones II